# Carl Philipp Emanuel Bach
Carl Philipp Emanuel Bach (Weimar, 8. ožujka 1714. – Hamburg, 14. prosinca 1788.), njemački skladatelj i čembalist. Prozvan je „berlinskim” ili „hamburškim” Bachom.
Sin je i učenik Johanna Sebastiana Bacha. Bio je komorni čembalist na dvoru Fridricha II. u Berlinu, te crkveni glazbeni ravnatelj u Hamburgu. Glavni je predstavnik specifičnoga sjevernonjemačkoga „osjećajnoga” stila u razdoblju rane klasike. Snažno je utjecao na razvoj ranoklasične instrumentalne glazbe, osobito glasovirske. Njegov priručnik za sviranje glasovira i glazbenu interpretaciju glavni je izvor o izvodilačkoj praksi njegova vremena. Skladao je simfonije, više od 50 glasovirskih koncerata, oko 170 klavirskih sonata, oratorije, kantate, njemačke solo-pjesme, crkvenu glazbu. 